# Bistum Castres
Das Bistum Castres (lat.: Dioecesis Castrensis) war eine in Südfrankreich gelegene Diözese der römisch-katholischen in Frankreich. Der Bischofssitz war in der Stadt Castres.

## Geschichte

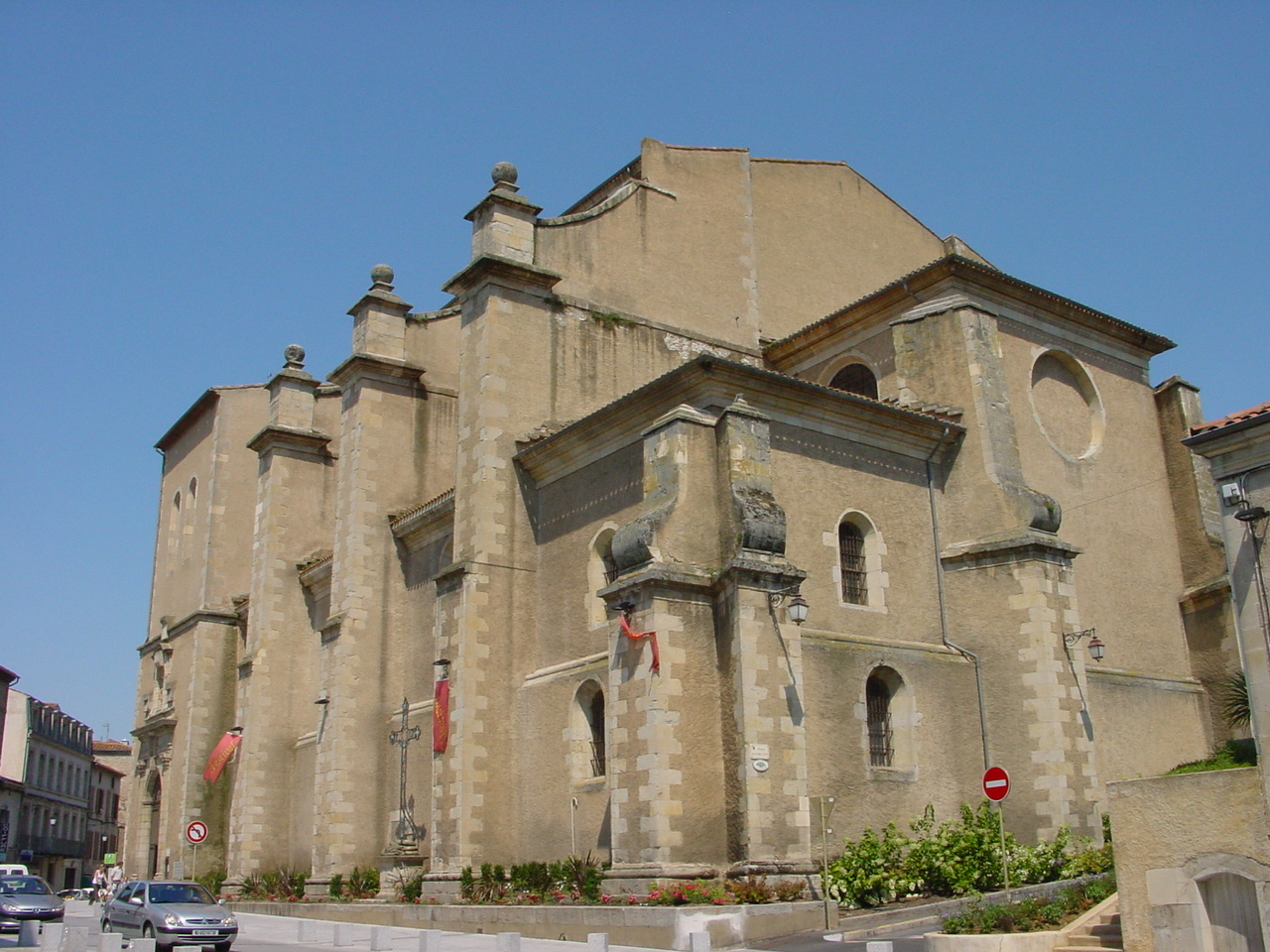
Kathedrale in Castres

Das Bistum Castres wurde am 9. Juli 1317 durch Papst Johannes XXII. mit der Päpstlichen Bulle Salvator noster aus Gebietsabtretungen des damaligen Bistums Albi errichtet. Es wurde dem Erzbistum Bourges als Suffraganbistum unterstellt. Erster Bischof war Dieudonné. Am 3. Oktober 1678 wurde das Bistum Castres in die neuerrichtete Kirchenprovinz Albi als Suffragansitz umgegliedert.
Am 29. November 1801 wurde das Bistum Castres infolge des Konkordates von 1801 durch Papst Pius VII. mit der Päpstlichen Bulle Qui Christi Domini aufgelöst und das Territorium wurde dem Erzbistum Albi re-inkorporiert.
Im 17. Jahrhundert umfasste das Bistum Castres etwa 120 Pfarreien.